# Podporujte akademii
Podporujte akademii (v anglickém originále Up the Academy) je americká filmová komedie z roku 1980. Jejím režisérem byl Robert Downey Sr., zatímco na scénáři spolupracovali Tom Patchett a Jay Tarses. Ve filmu hráli Ralph Macchio, Barbara Bach, Ron Leibman a další. Malou roli (bez uvedení v titulcích) ve filmu měl také režisérův syn Robert Downey Jr. Pojednává o skupině nepřizpůsobivých studentů na vojenské škole. Na soundtracku k filmu se nachází například písně od Iggyho Popa, Lou Reeda či skupin The Modern Lovers a Blondie.